# Lochmann van Köningsfeldt

Lochmann van Köningsfeldt is een oorspronkelijk Duits geslacht waarvan leden sinds 1839 tot de Nederlandse adel behoren en dat in 1999 uitstierf.

## Geschiedenis
De stamreeks begint met Otto Lochmann die omstreeks 1650 werd geboren en in dienst was van de keurvorst van Hannover. Zijn zoon Ernst August Samuel Lochmann (1682-1733), kamerfourier van de keurvorst van Hannover, werd door keizer Karel VI bij decreet van 7 oktober 1720 in de rijksadelstand verheven en hem werd het recht verleend het naamsdeel von Köningsfeldt aan de zijne toe te voegen. Een achterkleinzoon van de laatste werd bij Koninklijk Besluit van 27 maart 1839 ingelijfd in de Nederlandse adel.

## Enkele telgen
Ernst August Samuel Lochmann von Köningsfeldt (1682-1733), kamerfourier van de keurvorst van Hannover, in 1720 verheven in de rijksadelstand
- Georg August Lochmann von Köningsfeldt (1713-1762), opperkoopman te Batavia
  - Jacob Wilhelm Lochmann von Köningsfeldt (1757-1825), raad, schepen en burgemeester van Wijk bij Duurstede
    - Jhr. Willem George August Lochmann von Köningsfeldt (1795-1869), officier, havenmeester te Brielle, in 1839 ingelijfd in de Nederlandse adel
      - Jhr. Willem Constant Philip Lochmann von Köningsfeldt (1829-1881), gezagvoerder stoomvaatmaatschappij
        - Jhr. Willem Karel Philip Lochmann von Köningsfeldt (1888-1972), administrateur kina-onderneming, laatste mannelijke telg
          - Jkvr. ir. Maria Alida Lochmann von Köningsfeldt (1911-1999), laatste telg van de Nederlandse tak